# Сассоферрато
Сассоферрато (итал. Sassoferrato) — коммуна в Италии, располагается в регионе Марке, в провинции Анкона.
Население составляет 7746 человек (2008 г.), плотность населения составляет 57 чел./км². Занимает площадь 135 км². Почтовый индекс — 60041. Телефонный код — 0732.
Покровителем населённого пункта считается Уго из Атти (ит.).

## История
К югу от города находятся развалины древнего Сентинума, стоявшего на Фламиниевой дороге.

## Демография
Динамика населения:

## Администрация коммуны
- Официальный сайт: http://www.comune.sassoferrato.an.it/